# Chesapeake Bay
De Chesapeake Bay (in het Nederlands ook wel Chesapeakebaai) is een estuarium en baai aan de Atlantische Oceaan in het oosten van de Verenigde Staten. Er monden meer dan 150 rivieren en riviertjes in uit met een stroomgebied dat in totaal 165.800 km² beslaat in het District of Columbia en delen van zes staten: New York, Pennsylvania, Delaware, Maryland, Virginia en West Virginia.
Het hoofdgedeelte van de baai is ongeveer 332 km lang, van de Susquehanna in het noorden tot aan de Atlantische Oceaan in het zuiden. Op het smalste punt bij Annapolis, Maryland, is de baai 6,5 km breed; op het breedste punt, bij de monding van de Potomac is hij 50 km breed. De totale kustlijn is 18.804 km lang en de oppervlakte van de baai is 11.400 km².
Op het smalste punt is de baai overspannen door de Chesapeake Bay Bridge. Aan de monding van de baai loopt de Chesapeake Bay Bridge-Tunnel over een lengte van 37 km.

## Geologie
De baai is de ondergelopen riviervallei van de Susquehanna, wat betekent dat de rivier hier stroomde toen het zeeniveau lager was. Het is geen fjord omdat de gletsjers in de IJstijd nooit zo ver zuidelijk kwamen.
Gemiddeld is de baai minder dan 9 meter diep en ongeveer 2.800 km² van de baai is minder dan 2 meter diep.

## Geschiedenis
De eerste Europeaan die het gebied verkende was John Smith, de stichter van Jamestown. Hij schreef een reisverslag en maakte de eerste kaart van het gebied, die in de 17e eeuw een aantal keer heruitgegeven werd.
De Chesapeake Bay was de locatie van de Slag van de Chesapeake in 1781, toen de Franse vloot een zeldzame overwinning boekte op de Britse Royal Navy in een zeeslag die beslissend was voor de Amerikaanse Revolutie, omdat het gevolg ervan was dat de Britse troepen in Yorktown zich moesten overgeven aan George Washington.

## Rivieren
De grootste rivieren die uitmonden in de Chesapeake Bay zijn:
- Susquehanna
- Patapsco
- Potomac
- James
- Appomattox
- Rappahannock
- Patuxent
- Choptank
- York
- Back